# Sebastián Piñera
Miguel Juan Sebastián Piñera Echenique (Santiago del Cile, 1º dicembre 1949 – Lago Ranco, 6 febbraio 2024) è stato un politico e imprenditore cileno, presidente del Cile per due mandati non consecutivi: dal 2010 al 2014 e dal 2018 al 2022.
Considerato uno degli uomini più ricchi del Cile, la sua fortuna arrivò a superare i tre miliardi di dollari.

## Biografia
Sebastián Piñera nacque a Santiago il 1º dicembre 1949, figlio di Magdalena Echenique Rozas e di un ingegnere al servizio della Corporación de Fomento de la Producción, José Piñera Carvalho, che poi fu ambasciatore del Cile in Belgio e negli Stati Uniti. Quarto di cinque figli, ebbe due fratelli e due sorelle: Guadalupe, José, che fu ministro del lavoro nel governo di Augusto Pinochet, Pablo, Miguel e Magdalena.

### Educazione e lavoro
Un anno dopo la sua nascita, la famiglia Piñera Echenique si trasferì in Belgio, poi a New York, dove suo padre era ambasciatore all'ONU.
Rientrato in Cile, frequentò il Colegio del Verbo Divino nel 1955, diplomandosi nel 1967. Si iscrisse poi alla Pontificia Università Cattolica del Cile, conseguendo la laurea in Economia nel 1971 e ottenendo anche l'encomio con il Premio Raúl Iver Oxley, elargito ai migliori studenti.
In seguito proseguì gli studi negli Stati Uniti d'America, presso l'Università di Harvard. Assieme a un compagno, scrisse l'articolo Il Gioco del Vecchio Sud nel Movimento Regionale degli Schiavi, pubblicato dal Giornale della Storia dell'Economia. Lavorò anche come supplente tra il 1975 e il 1976. Tre anni dopo conseguì il master e dottorato in Economia con tesi dal titolo L'Economia dell'Educazione nello Sviluppo dei Paesi. Nel 1976 ritornò nuovamente nel suo paese.
Azionista con il 27% della linea aerea LATAM Airlines Chile (in passato Lan Chile) e proprietario del canale televisivo Chilevisión, di cui lasciò la direzione, divenne uno degli uomini più ricchi del Cile. La rivista statunitense Forbes stimò il suo patrimonio a oltre 1,2 miliardi di dollari.

### Carriera politica
Il fratello José Piñera, economista di fama mondiale, fu ministro del Lavoro e delle Miniere durante la dittatura instaurata da Augusto Pinochet dopo il golpe del 1973. Durante questo governo vennero assunti i Chicago boys, un gruppo di giovani economisti cileni formati presso l'Università di Chicago negli anni settanta, sotto l'egida di Milton Friedman e Arnold Harberger.
Anche Sebastián, in quel momento imprenditore, fu favorevole al regime, però in seguito si schierò contro Pinochet nel plebiscito del 1988, votando "no" a un nuovo mandato per il generale, che annunciò così il suo ritiro.
Nel 1989 capeggiò la campagna presidenziale di Hernán Büchi, ex ministro delle finanze nel governo di Pinochet. In quelle elezioni, Piñera venne eletto senatore nel collegio di Santiago Est (1990-1998) e, immediatamente dopo, si unì al partito di centro-destra del Rinnovamento Nazionale.
In quella legislatura fu membro della Commissione Finanze del Senato.
Nel 1992 tentò di candidarsi alle elezioni presidenziali del 1993, ma fu coinvolto in uno scandalo conosciuto come la "Piñeragate", in cui una registrazione su cassetta tra lui e un amico rivelò argomenti sconcertanti, in diretta, in un programma televisivo politico.
Nella conversazione pubblica allestita dall'ideatore del programma, Ricardo Claro, costui cospirò per poter affrontare il suo rivale alla candidatura dei partiti, il quale era Evelyn Matthei; Matthei fu accusata gravemente da un giornalista amico e confidente di Piñera.
La cassetta si rivelò essere stata illegalmente registrata da un militare e consegnata a Matthei, che a sua volta la consegnò a Claro.
Matthei perse l'occasione della presidenza, e così Piñera.
Tentò di candidarsi come senatore nel 2001, ma cedette dopo che un componente della sua promozione politica e membro del partito alleato Unione Democratica Indipendente (UDI), Joaquín Lavín, chiarì che non avrebbe mai coadiuvato i candidati del partito di Piñera, supportando invece il non più Ammiraglio Jorge Arancibia.
Divenne leader del partito Rinnovamento Nazionale, nato nel 1987 durante il Cile di Pinochet.
Il 14 maggio 2005, si candidò per le elezioni presidenziali del 2005 (il partito RN avrebbe dovuto sostenere il partito UDI di Lavín), e fu a capo della coalizione di centro-destra  Alianza por Chile. Durante la campagna elettorale, auto-definì la sua politica come umanista cristiana. Al primo turno elettorale dell'11 dicembre ottenne il 25,4% dei voti, posizionandosi al secondo posto. Il 15 gennaio 2006 perse il ballottaggio contro la socialista Michelle Bachelet, che s'aggiudicò la presidenza con il 53% dei voti.

### Il primo mandato presidenziale del 2009
Piñera si ricandidò per la presidenza alle elezioni generali del 2009 dove unificò le forze di centro-destra nella Coalizione per il Cambiamento (Coalición por el Cambio). Fin dall'agosto 2009 i sondaggi gli furono favorevoli rispetto agli altri candidati, l'ex presidente Eduardo Frei Ruiz-Tagle, Marco Enríquez-Ominami e Jorge Arrate, tutti quanti candidati di centro-sinistra.
Al primo turno del 13 dicembre 2009 ottenne il 44,7% dei voti, prevalendo nei confronti del Eduardo Frei, candidato della coalizione Concertazione dei Partiti per la Democrazia di centro sinistra, che ottenne il 29,06% dei consensi.
Al secondo turno, svoltosi il 17 gennaio 2010, vinse il ballottaggio con il 51,87% delle preferenze, contro il 48,12% raccolto da Eduardo Frei. 

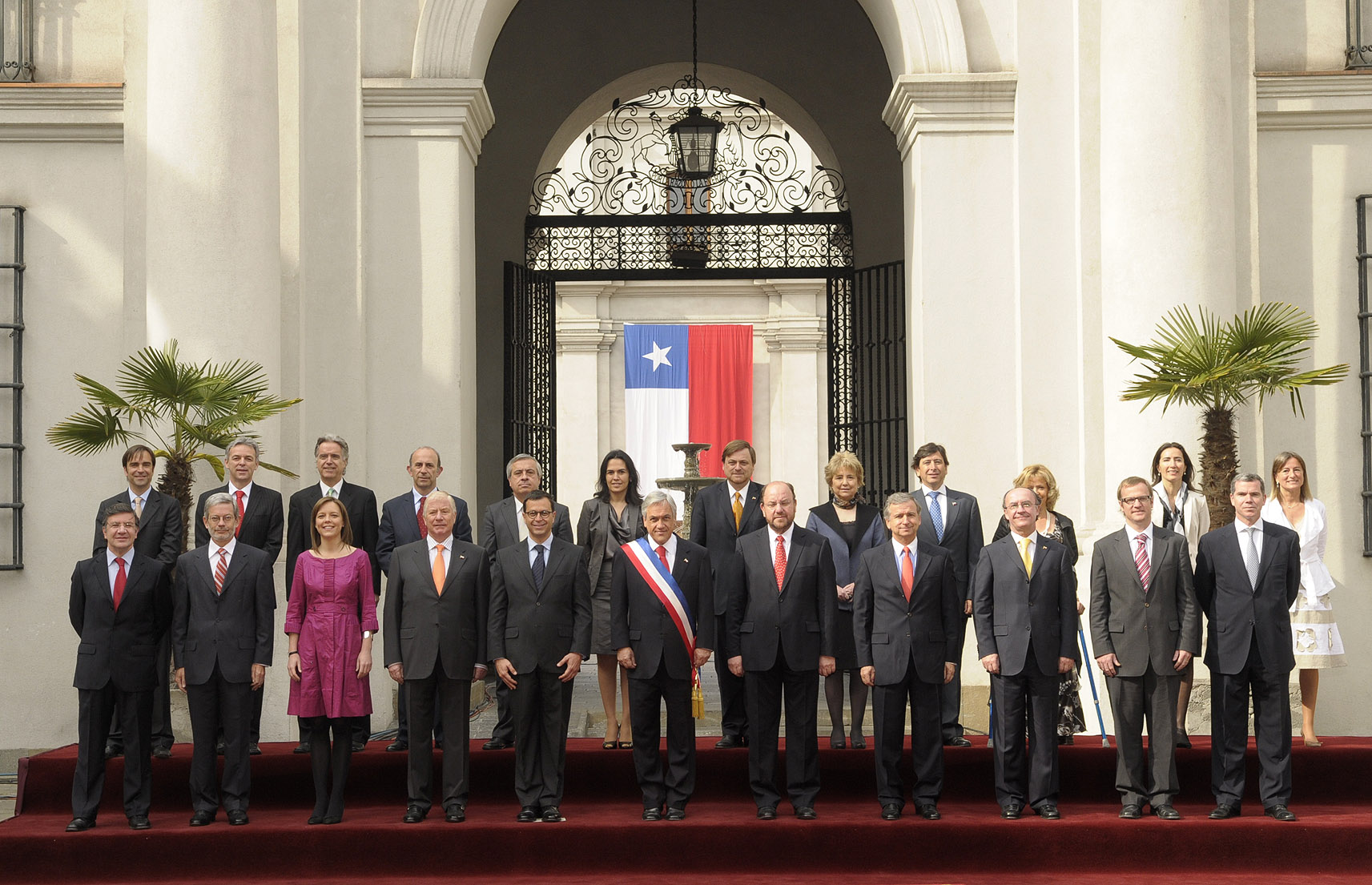
I ministri del governo Piñera

L'11 marzo 2010 entrò quindi in carica.

### Gli anni della presidenza
Assunto l'incarico di governo, Piñera dovette affrontare il periodo della ricostruzione legata al Terremoto del Cile del 2010, che affrontò con un piano straordinario di crescita delle tasse. Attuò anche la privatizzazione di imprese pubbliche, cedendo a privati le partecipazioni statali di miniere e società dell'elettricità.
Nell'agosto 2010 quando avvenne l'Incidente nella miniera di San José, che intrappolò per oltre due mesi dei minatori, poi tutti portati in salvo, Piñera apparì spesso mentre parlava con i minatori intrappolati, portando loro la solidarietà del governo, e questo contribuì inizialmente alla popolarità della sua immagine.
A partire dal giugno 2011, però, presero avvio in tutto il Paese una serie di manifestazioni studentesche, per chiedere una riforma del sistema dell'istruzione scolastica superiore e universitaria, privatizzata negli anni ottanta e ritenuta obsoleta. Venne altresì criticato l'inserimento del termine "regime militare" (già usato dagli storici ispanofoni) nei sussidiari scolastici di storia, eliminando la definizione "dittatura militare" in riferimento al Cile di Pinochet, nonostante il presidente abbia, per il resto, cercato di tagliare i ponti con la scomoda eredità della dittatura. Il consenso di Piñera oscillò tra il 49% e il 20% durante il suo governo.
Nonostante queste critiche il Paese, sotto la presidenza Piñera, conobbe una crescita economica in controtendenza alla crisi mondiale che in quel periodo colpì molti paesi industrializzati. Il PIL crebbe del 5,8% nel 2010, del 5,9% nel 2011 e del 5,6% nel 2012. L'inflazione si ridusse all'1,5% nel 2012 e la disoccupazione, scesa al 6,4% nello stesso anno. In totale l'economia ebbe una crescita media del 6% in 4 anni, quasi come quella del cosiddetto periodo degli anni ottanta, noto come "miracolo del Cile".
L'azione politica però non trovò il consenso popolare e la coalizione governativa venne sconfitta alle elezioni presidenziali del 2013, a cui Piñera non poté candidarsi, per la presenza del divieto costituzionale dei due mandati consecutivi. Durante la campagna elettorale quindi sostenne Evelyn Matthei, già ministro del suo governo, che venne sconfitta dall'ex presidente socialista Michelle Bachelet, che entrò in carica nel marzo 2014.
Terminato il mandato, Piñera creò la formazione politica Chile Vamos (letteralmente Avanza Cile).

### Il secondo mandato presidenziale del 2017

#### L'elezione
Nel 2017 comunicò la sua ricandidatura alla presidenza alle elezioni del 19 novembre, alla guida della coalizione di centrodestra Chile Vamos, prevalendo al primo turno con il 36,64% dei voti contro il 22,70% del secondo candidato, il radicale Alejandro Guillier. Al ballottaggio del 17 dicembre, Piñera vinse con il 54,58% dei voti e venne eletto per la seconda volta Presidente del Cile.
Si insediò ufficialmente l'11 marzo 2018.

#### Il Forum per il progresso e lo sviluppo del Sud America

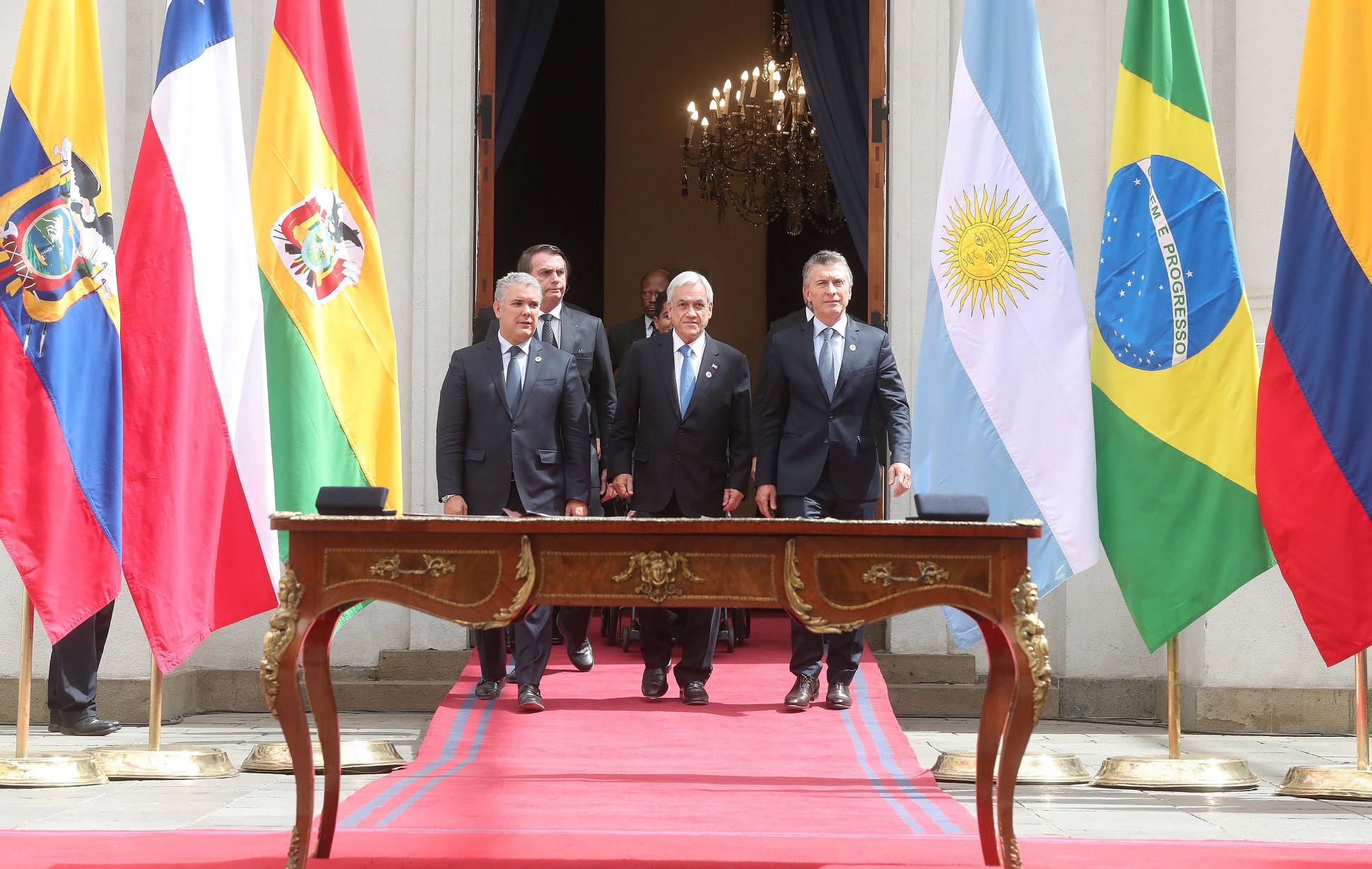
I presidenti Iván Duque Márquez, Sebastián Piñera, Mauricio Macri, Jair Bolsonaro nel 2019, durante il Forum per il progresso e lo sviluppo del Sud America.

In accordo con il presidente colombiano Iván Duque Márquez, nel 2019 diede avvio al Forum per il progresso e lo sviluppo del Sud America (in spagnolo Foro para el Progreso y Desarrollo de América del Sur PROSUR) con l'intendo creare un organismo di integrazione, in sostituzione dell'Unione delle nazioni sudamericane (Unasur). PROSUR sarebbe un meccanismo sudamericano di coordinamento delle politiche pubbliche, in difesa della democrazia, dell'indipendenza dei poteri, dell'economia di mercato, dell'agenda sociale. Secondo i commentatori, PROSUR si caratterizzerebbe per essere una risposta della destra all'UNASUR, considerato di sinistra. Il primo vertice, tenutosi a Santiago del Cile il 22 marzo 2019, si chiuse con la sottoscrizione da parte dei presidenti di Argentina, Brasile, Cile, Colombia, Ecuador, Paraguay, Perú e dell'ambasciatore della Guyana in Cile, della Dichiarazione di Santiago per il rinnovamento e il rafforzamento del Sud America (in spagnolo Declaración de Santiago para la renovación y el fortalecimiento de América del Sur), avviando così il processo di creazione di PROSUR.

#### Le nuove misure economiche e lo scoppio delle proteste

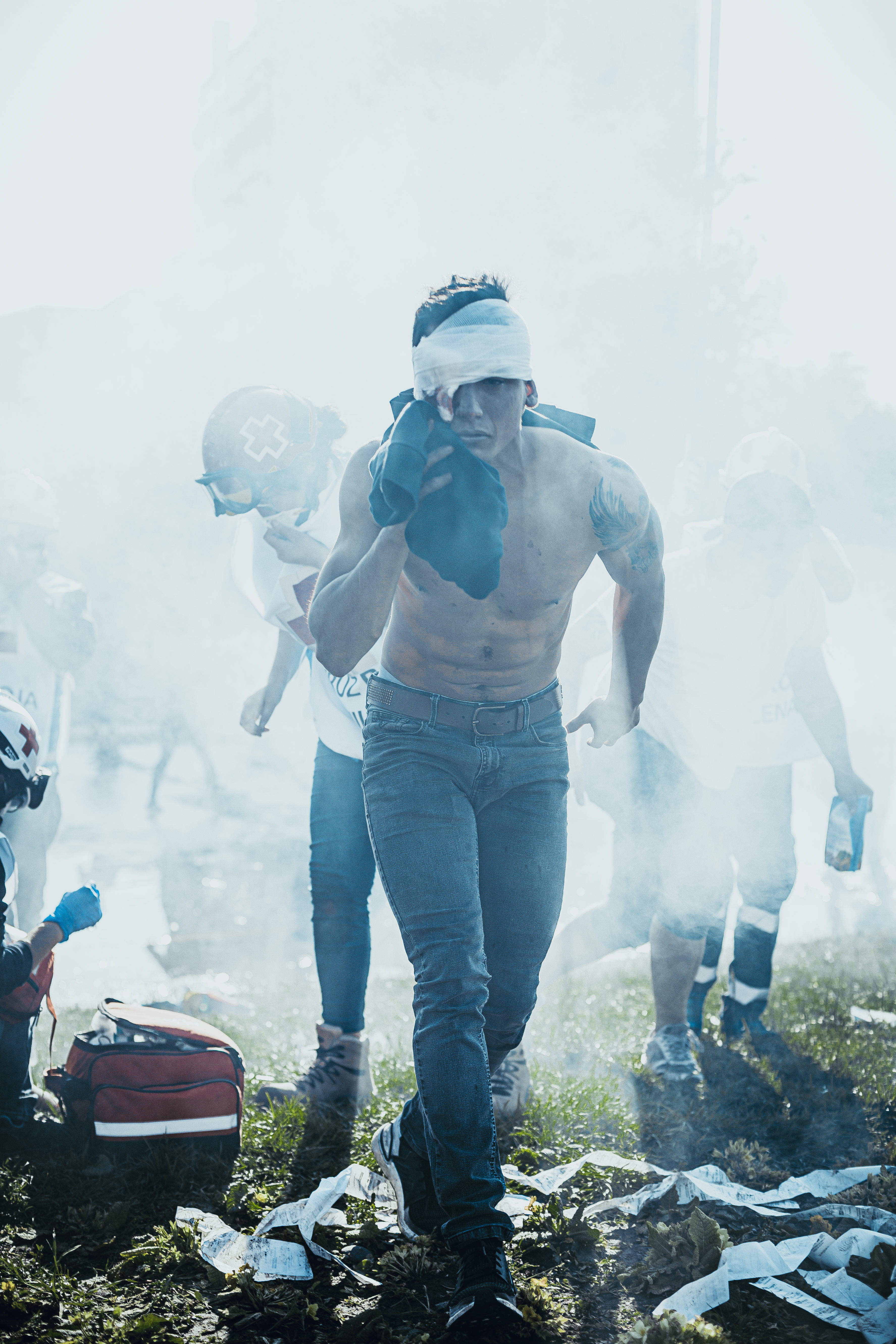
Un manifestante ferito sfugge ai lacrimogeni durante le proteste del 20 ottobre 2020.

Il 18 ottobre 2019, promosse l'approvazione di una legge volta ad aumentare il prezzo del biglietto della Metropolitana di Santiago del Cile con il sostegno dalla maggioranza conservatrice. Contro di lui presero avvio delle proteste sociali pacifiche, che criticò da subito con toni molto duri. Le proteste, quindi, si intensificarono, con l'assalto di strutture pubbliche e attività commerciali. I disordini provocarono tre morti.
Il 20 ottobre, il governo Piñera proclamò lo stato d'emergenza; decise di far intervenire l'esercito per sedare le proteste e introdusse il coprifuoco nella capitale, vietando alla popolazione di uscire dalle abitazioni dalle 21 alle 7.

#### Nuova Agenda Sociale
Il 22 ottobre 2019, il Governo annunciò le nuove misure prese in risposta alla crisi, denominate Nuova Agenda Sociale, comprendenti: maggiori tutele pensionistiche e sanitarie, l'introduzione di un reddito garantito per i lavoratori a tempo pieno, la riduzione di indennità per i rappresentanti politici, la creazione di un meccanismo di stabilizzazione delle tariffe elettriche. Il Governo assunse inoltre nuove misure in tema di rafforzamento della sicurezza: presentò dei disegni di legge anti-saccheggio, per inasprire le sanzioni per i reati di rapina commessi dalla folla, misure anti-incappucciamento; un progetto di legge contro i reati lesivi dell'ordine pubblico con l'utilizzo di barricate, un disegno di legge volto a stabilire uno statuto di protezione per il personale delle forze pubbliche, l'aumento della capacità di sorveglianza aerea dei Carabineros e della Polizia Investigativa, anche attraverso l'intelligence preventiva della polizia.
Il 24 ottobre la Camera dei Deputati approvò il disegno di legge per ridurre la giornata lavorativa settimanale a 40 ore, presentato nel 2017 e promosso dai parlamentari del Partito Comunista. L'iniziativa fu approvata con 88 voti favorevoli, 24 contrari e 27 astensioni, dopo un dibattito durato 2 sessioni.

#### Il cambio di Gabinetto

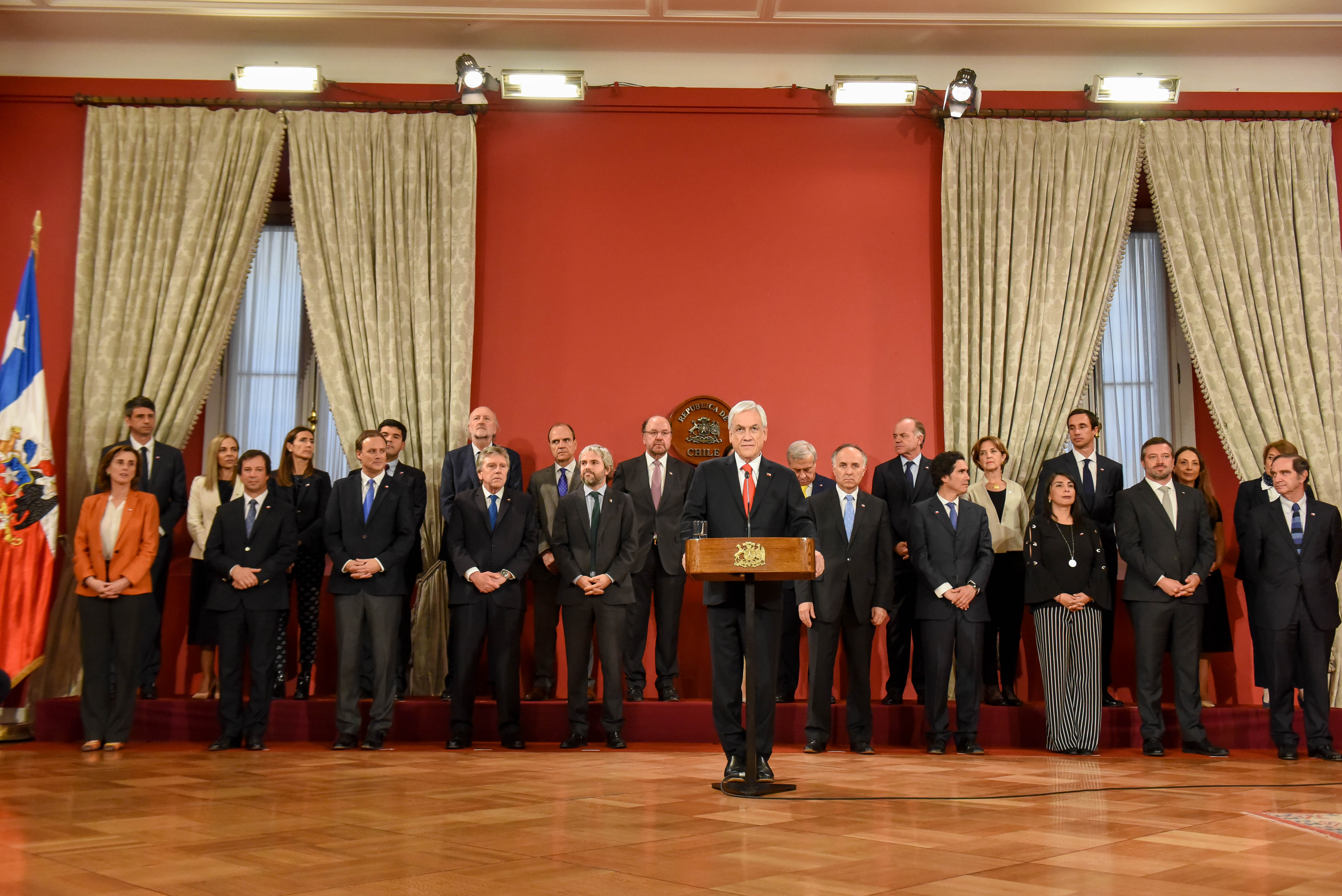
Il Governo il 28 ottobre 2019 dopo il cambio di Gabinetto.

Il 28 ottobre Piñera decise di cambiare otto ministri, tentando di spostare il baricentro del governo verso posizioni meno conservatrici e più moderate, con lo scopo di assecondare le richieste dei manifestanti. Annunciò anche la revoca degli aumenti dei prezzi dei biglietti del trasporto pubblico. Nonostante ciò le proteste antigovernative proseguirono, con episodi di vandalismo, sfociati anche in piccoli incendi in alcune delle più importanti città cilene.
L'8 novembre 2019, il nuovo ministro dell'Economia, Ignacio Briones, riuscì a concordare, insieme a tutti i partiti dello spettro politico, l'approvazione della riforma fiscale, sbloccata dopo mesi di discussioni, attraverso la trattativa del governo con il parlamento. L'obiettivo di queste misure fu quello di ottenere una riscossione delle tasse stimata in 2.000 milioni di dollari USA, promuovendo la crescita e l'imprenditorialità economica con cui poter finanziare il costo della Nuova Agenda Sociale.
Il 10 novembre 2019, il governo annunciò la preparazione di un disegno di legge per aumentare le pene e le sanzioni per i reati di corruzione, pratiche monopolistiche, frodi ad alto impatto sociale. Inoltre, tra le alternative, venne esplorata l'opzione di elevare le pene detentive alla collusione quando riguardanti beni di base, nonché la valutazione delle personalità giuridiche. Mirò anche ad accelerare i progetti inviati relativi all'integrità pubblica.

#### Conflitto con il popolo Mapuche
Nel 2021 il governo cileno dovette affrontare il conflitto nella Regione dell'Araucanía contro il popolo Mapuche. Le richieste di restituzione delle terre ancestrali avanzate dai Mapuche, che essi ritenevano loro estorte dalle grandi aziende, indussero il governo cileno a dichiarare lo stato di emergenza a metà ottobre e a militarizzare la regione per arginare gli attacchi compiuti dagli attivisti. Le azioni delle forze di sicurezza provocarono diversi morti tra la popolazione civile.

#### La prosecuzione delle proteste e la violenta repressione

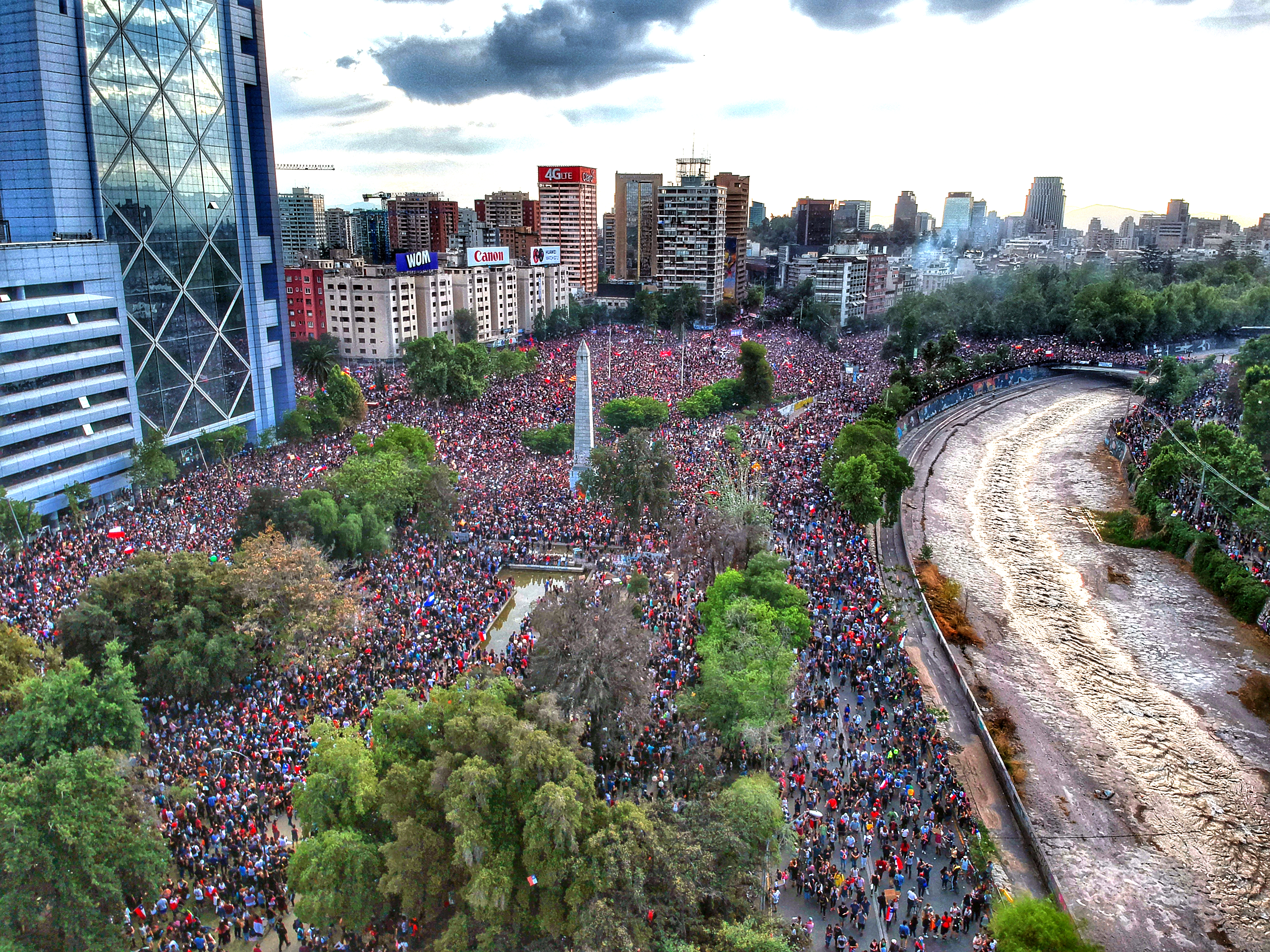
La marcia di protesta contro il Governo Piñera II del 25 ottobre 2019.

Nel frattempo le proteste generalizzate proseguirono e negli scontri con la forza pubblica il bilancio fu di almeno 17 morti, centinaia di feriti e migliaia di arrestati. L'opposizione denunciò l'esistenza di gravi abusi da parte della forza pubblica. La stampa e i social network documentarono l'esistenza di gravi episodi di sopraffazione da parte dell'autorità, che per reprimere le proteste fece ricorso alla violenza fisica.

Il direttore dell'Istituto nazionale per i diritti umani (Instituto Nacional de Derechos Humanos), Sergio Micco, segnalò: 
(Sergio Micco)

Il 9 novembre 2019 un organismo indipendente di esperti, nominato dall'Organizzazione delle Nazioni Unite intervenne affermando:

#### La riforma costituzionale
Il 10 novembre 2019 il Governo, attraverso una dichiarazione del nuovo ministro dell'Interno, Gonzalo Blumel, approvò la futura applicazione di un processo per l'istituzione di una nuova Costituzione, attraverso un Congresso costituente con plebiscito ratificante. Due giorni dopo, i quattordici partiti di opposizione al governo emisero una dichiarazione comune esprimendosi a favore di un'Assemblea costituente. Durante il 13 e il 14 novembre, i partiti di Chile Vamos e parte dell'opposizione avviarono una serie di negoziati al Congresso per escogitare una soluzione per un nuovo processo costituente e la sua forma di partecipazione dei cittadini. Le trattative si conclusero la mattina presto del 15 novembre, quando venne annunciato un plebiscito nazionale per l'aprile 2020, per definire l'inizio e il meccanismo del processo costituente.
Il Plebiscito nazionale si tenne il 25 ottobre 2020 (dopo rinvii dovuti alla pandemia di COVID-19) per chiedere ai cileni se volessero mantenere la costituzione vigente redatta da Augusto Pinochet (opzione "Rechazo") o una nuova (opzione "Apruebo") e da quale organo dovesse essere scritta questa nuova costituzione, nel caso vincesse l'opzione "Apruebo". Fu il primo plebiscito in Cile dal 1989, anno nel quale si tenne un referendum in merito a un massiccio cambiamento alla costituzione pinochetista. Questo fu, pertanto, il primo referendum post-regime militare di Pinochet.

#### Evasione fiscale
Nell'ottobre 2021, il suo nome venne citato nei Pandora Papers. L'indagine del Consorzio internazionale dei giornalisti investigativi indicò che nel 2010, attraverso una società registrata nelle Isole Vergini britanniche, la famiglia Piñera vendette le azioni detenute nella società mineraria Dominga per 152 milioni di dollari a un uomo d'affari vicino al Presidente. I pagamenti sarebbero stati condizionati all'impegno di non istituire una zona di protezione ambientale nell'area del progetto minerario, caratterizzata da una fragile biodiversità.

L'opposizione, detentrice della maggioranza alla Camera dei Deputati, decise quindi di avviare una procedura di impeachment nei suoi confronti. Una prima iniziativa di questo tipo fallì in precedenza nell'ambito del movimento sociale iniziato nel 2019. Anche la maggioranza dei senatori votò a favore dell'impeachment, ma la maggioranza dei due terzi non venne raggiunta, permettendo a Sebastian Piñera di rimanere in carica.

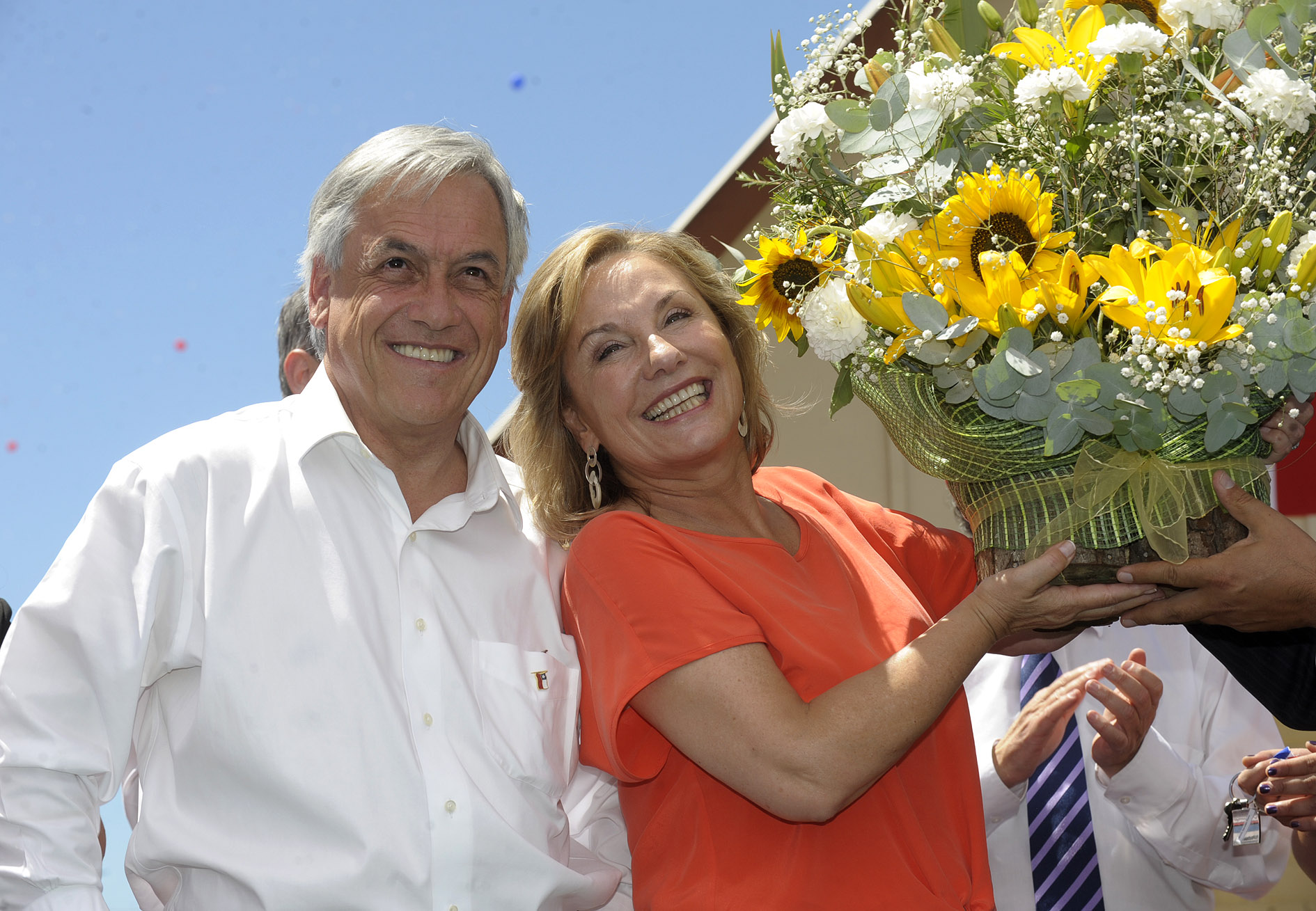
Piñera e Morel nel febbraio 2012

### Morte
Sebastián Piñera morì il 6 febbraio 2024 in un incidente in elicottero, da lui stesso pilotato. L'elicottero precipitò nelle acque del Lago Ranco ma, al contrario dei tre passeggeri a bordo, tutti sopravvissuti, non sarebbe riuscito a sganciarsi dalla cintura di sicurezza, morendo quindi per annegamento.

## Vita privata
Sebastián Piñera si sposò con Cecilia Morel, sua vicina di casa ad Avenida Américo Vespucio, tangenziale di Santiago, nel 1973. Insieme ebbero quattro figli, Magdalena, Cecilia, Sebastián e Cristóbal.
Piñera fu un membro del think tank di Washington D.C., l'Inter-American Dialogue.